# Райнфус, Роман
Роман Ра́йнфус (пол. Roman Reinfuss, 27 мая 1910 года, Пшеворск, Австро-Венгрия — 26 сентября 1998 года, Кшивачка, Малопольское воеводство, Польша) — польский этнограф, исследователь польской народной культуры в польских Карпатах.

## Биография
Родился 27 мая 1910 года в семье Францишка Райнфуса и Зофьи Мнерк. Детство и юношество провёл в Горлице и Тарнове, где обучался в местных гимназиях. Во время учёбы участвовал в нелегальном студенческом Союзе социалистической молодёжи. На последнем годе обучения был арестован и провёл три месяца в заключении. В 1931 году сдал выпускной экзамен, после чего переехал в Краков, где поступил на юридический факультет Ягеллонского университета, который закончил в 1935 году. Отправившись после окончания обучения в Нижние Бескиды, стал заниматься изучением культуры лемков. Вскоре опубликовал своё первое этнографическое сочинение в журнале «Ilustrowany Kuryer Codzienny».
С 1936 года по предложению польского этнографа Северина Удзели стал работать научным ассистентом в Этнографическом музее в Кракове. Изучал этнографию под руководством профессора Ягеллонского университета Казимежа Добровольского.
Во время Второй мировой войны заботился о сохранении музейной экспозиции краковского Этнографического музея. После войны был назначен куратором и заместителем музея. С 1944 года по 1946 год был профессором университета имени Марии Склодовской-Кюри в Люблине. В 1946 году защитил диссертацию по теме «Łemkowie jako grupa etnograficzna» на соискание научной степени доктора наук.
Организовал научные этнографические исследования во Вроцлавском университете, где работал до 1949 года. В мае 1946 года был назначен руководителем отдела народного искусства Государственного научно-исследовательского института народного творчества Польской академии наук. Руководил эти отделом до 1980 года, когда вышел на пенсию.

## Сочинения
Книги
- Polskie druki ludowe na płótnie (1953);
- Ludowe skrzynie malowane (1954);
- Garncarstwo ludowe (1955);
- Szopki krakowskie (1958);
- Sztuka ludowa w Polsce (1960, wspólnie z J. Świderskim);
- Malarstwo ludowe (1962);
- Nad rzeką Ropą (1965);
- Ludowe kafle malowane (1966);
- Monografia powiatu myślenickiego (1970);
- Meblarstwo ludowe w Polsce (1977);
- Ludowe kowalstwo artystyczne w Polsce (1983);
- Śladami Łemków (1989);
- Ludowa rzeźba kamienna w Polsce (1989).

Статьи
- Pogranicze krakowsko-góralskie w świetle dawnych i nowszych prac etnograficznych, «Lud», t. 36, 1946.
- Architektura szopki krakowskiej, «Polska Sztuka Ludowa» 1948, R. 2, nr 11/12.
- Wpływ farbiarzy drukujących płótna na ludowe hafciarstwo, PSL, 1948 R. 2, nr 11-12.
- Wełniane torby góralskie, PSL, 1949 R. 3, nr 3-4, s. 112—119.
- Przyczynek do ikonografii obrazów Janosikowych na szkle malowanych, PSL, R. 3, 1949, nr 5.
- Szopka z Sieteszy w powiecie przeworskim, PSL, R. 3, 1949 nr 11/12.
- Stan badań nad polską sztuką ludową, «Polska Sztuka Ludowa» 1950, nr 1/6 s. 3-13.
- Orawski dom z wyżką, «Polska Sztuka Ludowa» 1950, nr 1/6 s. 36-55.
- Z obozu naukowego w Weryni, «Polska Sztuka Ludowa» 1950, nr 7/12.
- Wytwórcy ludowych ubiorów w Karpatach polskich, PSL, 1951, R. 5, nr 1-2, s. 19-36.
- Badania terenowe w rejonie kielecko-sandomierskim, «Polska Sztuka Ludowa» 1952, nr 4/5.
- Sztuka ludowa Podlasia Zachodniego, «Polska Sztuka Ludowa» 1952, nr 1.
- Aktualne zagadnienia ludowej plastyki, «Polska Sztuka Ludowa» 1953, nr 2.
- Polskie ludowe kowalstwo artystyczne, «Polska Sztuka Ludowa» 1953, nr 6.
- Przyczynki do badań nad ludowym farbiarstwem i drukarstwem tkanin w woj. białostockim, PSL, R. 8, nr 5.
- Z badań nad sztuką ludową w Radomskiem, «Polska Sztuka Ludowa» 1955, nr 1.
- Sztuka ludowa na pograniczu Lubelszczyzny i Podlasia, «Studia i Materiały Lubelskie». Etnografia t.1, Lublin 1962.
- Sztuka ludowa w woj. rzeszowskim i jej badania, «Polska Sztuka Ludowa» 1963, nr 3/4.
- Rzeźba figuralna Łemków, «Polska Sztuka Ludowa» 1963, nr 3/4.
- Badania nad kulturą ludową w dwudziestopięcioleciu Polski Ludowej, «Materiały Muzeum Budownictwa Ludowego w Sanoku», nr 10, 1969.
- Wpływ zawodów wędrownych na kształtowanie się kultury ludowej w Karpatach, [w:] Studia z zakresu socjologii, etnografii i historii ofiarowane Kazimierzowi Dobrowolskiemu, Kraków 1972.
- Podhalański fenomen, PSL, 1988, t. 42, nr 1-2.

## Награды
- Офицерский и кавалерский крест Ордена Возрождения Польши;
- Заслуженный деятель культуры Польши.